# 昂邦维尔
昂邦维尔（法語：Ambonville，法語發音：[ɑ̃bɔ̃vil]）是法国上马恩省的一个市镇，属于圣迪济耶区。

## 地理
昂邦维尔（48°18'43"N, 5°0'56"E）面积14.47 平方千米，位于法国大東部大區上马恩省，该省份为法国东北部内陆省份，北起马恩省和默兹省，西接奥布省，西南接科多尔省，东南接上索恩省，东临孚日省。
与昂邦维尔接壤的市镇（或旧市镇、城区）包括：布莱斯河畔甘德勒库尔、布莱斯龙河畔莱谢尔、马尔贝维尔、米尔贝勒、布藏库尔、瑟里西耶尔。

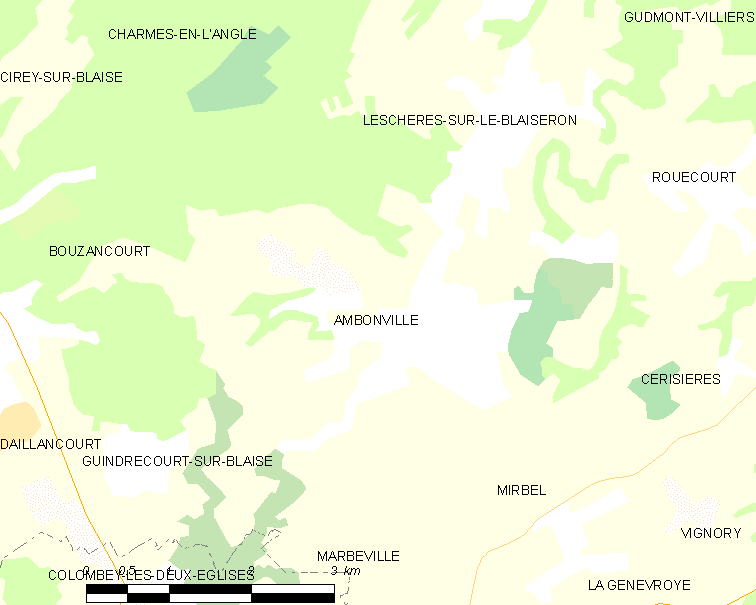
昂邦维尔的OSM定位图

昂邦维尔的时区为UTC+01:00、UTC+02:00（夏令时）。

## 行政
昂邦维尔的邮政编码为52110，INSEE市镇编码为52007。

## 政治
昂邦维尔所属的省级选区为茹安维尔县。

## 人口

1962-2008年间昂邦维尔人口变化图示

昂邦维尔于2022年1月1日时的人口数量为85人。